# Wapen van Bath (Nederland)

Wapen van Bath

Het wapen van Bath werd op 8 december 1819 bevestigd door de Hoge Raad van Adel aan de Zeeuwse gemeente Bath. Per 1878 ging Bath op in de gemeente Rilland-Bath, sinds 1970 onderdeel van gemeente Reimerswaal. Het wapen van Bath is daardoor definitief komen te vervallen als gemeentewapen. In het Wapen van Rilland-Bath is het wapen van Bath opgenomen.
Op 17 december 2002 heeft de gemeenteraad van Reimerswaal het wapen van Rilland als dorpswapen vastgesteld.

## Blazoenering
De blazoenering van het wapen luidde als volgt:
 In goud een balk van sabel, boven vergezeld van een kuip vol water van hetzelfde, onder van een boom met een duif ter weerszijden van de wortels, alles in natuurlijke kleur.
De heraldische kleuren zijn goud (goud of geel), sabel (zwart) en verder de natuurlijke kleuren van de afgebeelde figuren. Overigens geeft de Hoge Raad van Adel in het register geen beschrijving van het wapen, maar slechts een afbeelding en onder de naam Fort Bath. De gemeente voerde enige tijd ook de naam Fort Bath.

## Verklaring
De badkuip is een sprekend element. De boom met de duiven zou een verwijzing zijn naar Noach en zijn duiven. De duif bracht na de tweede uitzending een jong olijfblad in zijn snavel de boodschap dat het water na de zondvloed was gedaald. Na de derde uitzending keerde de duif niet meer terug naar de ark, zodat Noach wist dat de wereld weer  bewoonbaar was. Het afbeelden van de duif zou hier een verwijzing kunnen zijn naar het ontstaan van Bath. Bath werd in de middeleeuwen vele malen met zeewater overstroomd vanwege dijkdoorbraken. In 1539 werd het dorp zelfs volledig verwoest om twee eeuwen later in 1773 definitief drooggemaakt te worden.
In de Nieuwe Cronijk van Zeeland wordt een ander wapen voor Bath gegeven: in keel een vleermuis van zilver, vergezeld van 5 sterren van hetzelfde, geplaatst 2 boven en 3 onder de vleermuis.

## Verwante wapens

Wapen van Rilland-Bath
Heerlijkheidswapen

Aagtekerke
· Aardenburg
· Arnemuiden
· Axel
· Baarland
· Bath
· Biervliet
· Biggekerke
· Bloois
· Bommenede
· Borssele
· Boschkapelle
· Botland
· Breskens
· Brigdamme
· Brijdorpe
· Brouwershaven
· Bruinisse
· Burgh
· Buttinge
· Cadzand
· Clinge
· Colijnsplaat
· Domburg
· Dreischor
· Driewegen
· Duiveland
· Duivendijke
· Elkerzee
· Ellemeet
· Ellewoutsdijk
· Eversdijk
· Gapinge
· Graauw en Langendam
· 's-Gravenpolder
· Grijpskerke
· Groede
· Haamstede
· 's-Heer Abtskerke
· 's-Heer Arendskerke
· 's-Heer Hendrikskinderen
· 's-Heerenhoek
· Heille
· Heinkenszand
· Hengstdijk
· Hoedekenskerke
· Hoek
· Hontenisse
· Hoofdplaat
· Hoogelande
· IJzendijke
· Kapelle
· Kats
· Kattendijke
· Kerkwerve
· Klaaskinderkerke
· Kleverskerke
· Kloetinge
· Koewacht
· Kortgene
· Koudekerke
· Krabbendijke
· Kruiningen
· Looperskapelle
· Maire
· Mariekerke
· Meliskerke
· Middenschouwen
· Nieuw- en Sint Joosland
· Nieuwerkerk
· Nieuwerkerke
· Nieuwlande
· Nieuwvliet
· Nisse
· Noordgouwe
· Noordwelle
· Oostburg
· Oosterland
· Oostkapelle
· Oost-Souburg
· Oost- en West-Souburg
· Ossenisse
· Oud-Vossemeer
· Oudelande
· Ouwerkerk
· Overslag
· Ovezande
· Philippine
· Poortvliet
· Renesse
· Rengerskerke en Zuidland
· Retranchement
· Rilland
· Rilland-Bath
· Ritthem
· Sas van Gent
· Scherpenisse
· Schoondijke
· Schore
· Serooskerke (Schouwen-Duiveland)
· Serooskerke (Veere)
· Sinoutskerke en Baarsdorp
· Sint Anna ter Muiden
· Sint-Annaland
· Sint Jansteen
· Sint Kruis
· Sint Laurens
· Sint-Maartensdijk
· Sint Philipsland
· Sirjansland
· Sluis
· Sluis-Aardenburg
· Stavenisse
· Stoppeldijk
· Valkenisse (Walcheren)
· Valkenisse (Zuid-Beveland)
· Vogelwaarde
· Vrouwenpolder
· Waarde
· Waterlandkerkje
· Wemeldinge
· West-Souburg
· Westdorpe
· Westenschouwen
· Westerschouwen
· Westkapelle
· Westkapelle-Buiten en Sirpoppekerke
· Westkerke
· Wissekerke
· Wissenkerke
· Wolphaartsdijk
· Yerseke
· Zaamslag
· Zierikzee
· Zonnemaire
· Zoutelande
· Zuiddorpe
· Zuidzande
· Zwake

Dorpswapens: Geersdijk
· Hansweert
· Kamperland